# Too Hot to Rock
Too Hot to Rock è un album discografico del gruppo musicale finlandese Ironcross, pubblicato nel 1987 dalla EMI.

## Il disco
Too Hot to Rock marca una svolta dal punto di vista stilistico e musicale da parte degli Ironcross: dopo il fallimento in termini di vendita del precedente disco (Steel Warrior), il gruppo decise di rinnovare la propria immagine adottando un aspetto più simile ai gruppi hair metal (ogni singolo componente adottò ad esempio uno pseudonimo anglosassone) e orientando il loro stile musicale verso delle sonorità meno grezze e più melodiche, in voga in quel periodo.
Tuttavia, nonostante gli sforzi da parte del gruppo (che per la prima volta intraprese alcune tournée al di fuori della Finlandia mettendo piede anche negli Stati Uniti) e della casa discografica per promuovere il disco, Too Hot to Rock (che dal punto di vista musicale accosta a brani dalle sonorità AOR come Ridin' on the Stormwind, Better Run Hard e la power ballad Paradise of Stars, altri dal sound più simile a quello delle origini come Lords of the Iron e Bloodhunger) non ricevette molti consensi sia a livello di vendite sia di critica, tanto che la stessa EMI decise di rescindere il contratto dando avvio alla decadenza del gruppo, che nel 1990 cesserà la propria attività.

## Tracce
1. Too Hot to Rock – 4:59
2. Ridin' on the Stormwind – 4:02
3. Bloodhunger – 5:39
4. Paradise of Stars – 5:46
5. Fight for the Strangers – 5:26
6. Better Run Hard – 4:43
7. Heartbreaker – 5:07
8. Lords of the Iron – 4:22

Durata totale: 40:04

## Formazione
- Tyrone Tougher (Esa Leinonen) - voce
- Jon Steeler (Ari Suomi) - chitarra
- Case Roberts (Kari Laihonen) - tastiere
- Buddy McSchulz (Pekka Nummela) - basso
- Jimmy Hammer (Jari Mäkeläinen) - batteria